# Thương mại quốc tế

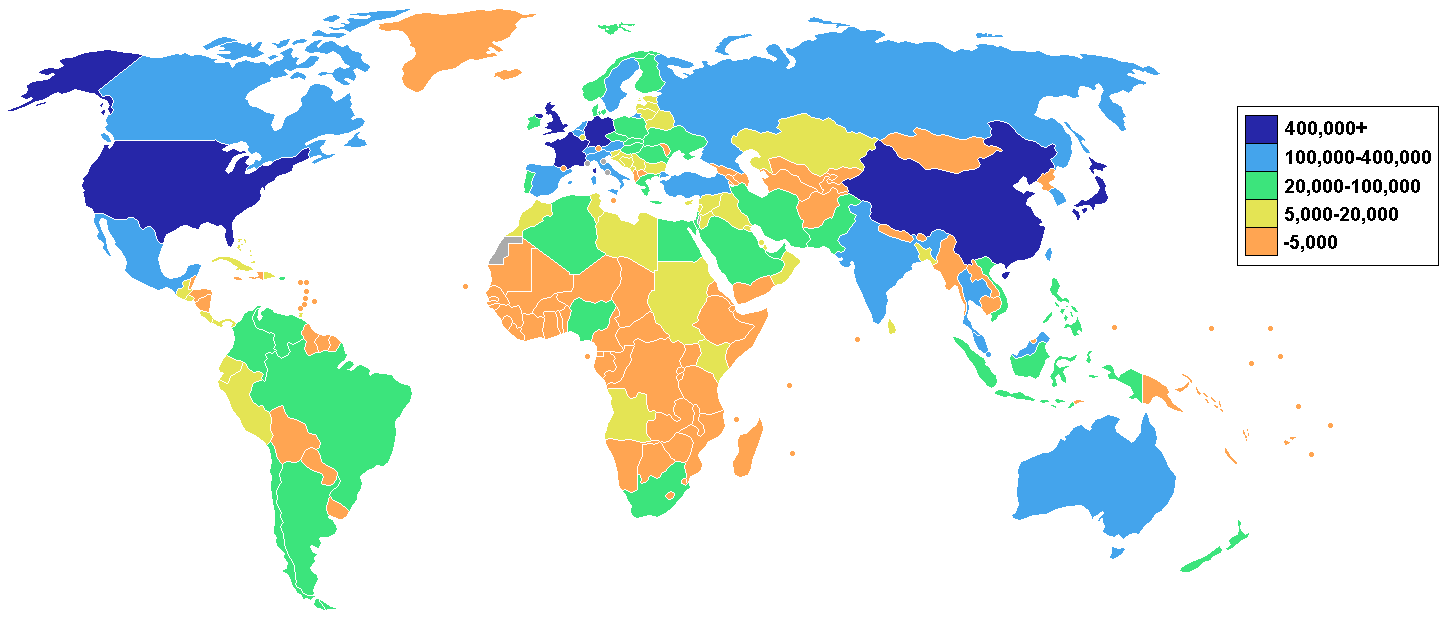
Nhập khẩu của các quốc gia trên thế giới 2006

Thương mại quốc tế (Tiếng Anh: international trade/international commerce) là việc trao đổi hàng hóa và dịch vụ (hàng hóa hữu hình và hàng hóa vô hình) giữa các quốc gia, tuân theo nguyên tắc trao đổi ngang giá nhằm đưa lại lợi ích cho các bên. Đối với phần lớn các nước, nó tương đương với một tỷ lệ lớn trong GDP. Mặc dù thương mại quốc tế đã xuất hiện từ lâu trong lịch sử loài người (xem thêm Con đường Tơ lụa và Con đường Hổ phách), tầm quan trọng kinh tế, xã hội và chính trị của nó mới được để ý đến một cách chi tiết trong vài thế kỷ gần đây. Thương mại quốc tế phát triển mạnh cùng với sự phát triển của công nghiệp hoá, giao thông vận tải, toàn cầu hóa, công ty đa quốc gia và xu hướng thuê nhân lực bên ngoài. Việc tăng cường thương mại quốc tế thường được xem như ý nghĩa cơ bản của "toàn cầu hoá".
Thương mại quốc tế với tư cách là một khoa học cũng là một nhánh của kinh tế học. Thương mại quốc tế hợp cùng tài chính quốc tế tạo thành ngành kinh tế học quốc tế.

## Nguyên nhân của hoạt động thương mại quốc tế
1. Điều gì là cơ sở cho thương mại? Thặng dư thu được từ thương mại như thế nào? Một quốc gia tham gia vào thương mại quốc tế chỉ khi họ thu được lợi ích từ thương mại, những lợi ích từ thương mại đã được hình thành ra như thế nào? Lợi ích đó lớn đến mức nào và chúng được phân bổ giữa các nước có tham gia thương mại?
2. Dòng hàng hóa Xuất nhập khẩu theo hướng nào? Những hàng hóa nào được trao đổi, những hàng hóa nào được xuất khẩu, được nhập khẩu bởi một quốc gia?

- Sự khác nhau về điều kiện tự nhiên của các quốc gia.
- Sự đa dạng hóa về nhu cầu.
- Sự đa dạng hóa về giá cả, sở thích và nguồn cung cấp đầu vào giữa các quốc gia.

## Các lý thuyết thương mại quốc tế
Nhiều nhà kinh tế học đã đưa ra những mô hình khác nhau để dự đoán cơ cấu trao đổi thương mại quốc tế và phân tích ảnh hưởng của các chính sách thương mại, chẳng hạn như chính sách thuế quan. 

### Mô hình Ricardo
Mô hình Ricardo tập trung nghiên cứu lợi thế so sánh, một khái niệm được coi là quan trọng nhất trong lý thuyết thương mại quốc tế. Trong mô hình Ricardo, các nước tập trung chuyên môn hóa sản xuất vào mặt hàng mà họ có thể sản xuất hiệu quả nhất. Không giống như các lý thuyết khác, mô hình của Ricardo dự đoán rằng các nước sẽ chuyên môn hóa hoàn toàn vào một loại hàng hóa thay vì sản xuất nhiều loại hàng hóa khác nhau. Thêm vào đó, mô hình Ricardo không xem xét trực tiếp đến các nguồn lực, chẳng hạn như quan hệ tương đối giữa lao động và vốn trong phạm vi một nước.

### Mô hình Heckscher-Ohlin
Mô hình Heckscher-Ohlin được xây dựng thay thế cho mô hình cơ bản về lợi thế so sánh của Ricardo. Mặc dù nó phức tạp hơn và có khả năng dự đoán chính xác hơn, nó vẫn có sự lý tưởng hóa. Đó là việc bỏ qua lý thuyết giá trị lao động và việc gắn cơ chế giá tân cổ điển vào lý thuyết thương mại quốc tế. Mô hình Heckscher-Ohlin lập luận rằng cơ cấu thương mại quốc tế được quyết định bởi sự khác biệt giữa các yếu tố nguồn lực. Nó dự đoán rằng một nước sẽ xuất khẩu những sản phẩm sử dụng nhiều yếu tố nguồn lực mà nước đó có thế mạnh, và nhập khẩu những sản phẩm sử dụng nhiều yếu tố nguồn lực mà nước đó khan hiếm. 
Tuy nhiên, nhiều công trình nghiên cứu nhằm kiểm nghiệm mô hình H-O lại đưa ra những kết quả mâu thuẫn, trong đó có công trình của Wassili Leontief, còn được biết đến với tên gọi Nghịch lý Leontief. Sử dụng mô hình bảng cân đối liên ngành IO (input-output) của mình với số liệu của Mỹ năm 1947, Leontief đã phát hiện Mỹ mặc dù là quốc gia với tỉ lệ vốn/lao động cao nhưng tỉ lệ vốn/lao động của các mặt hàng tương đương hàng nhập khẩu của Mỹ lại cao hơn tỉ lệ vốn/lao động của các mặt hàng xuất khẩu.

### Mô hình lực hấp dẫn
So với các mô hình lý thuyết trên, mô hình lực hấp dẫn nghiêng về phân tích định lượng hơn. Ở dạng đơn giản, mô hình lực hấp dẫn dự đoán rằng trao đổi thương mại phụ thuộc vào khoảng cách giữa hai nước và quy mô của hai nền kinh tế. Mô hình phỏng theo định luật vạn vật hấp dẫn của Newton trong đó nói rằng lực hút của hai vật thể phụ thuộc vào khoảng cách giữa chúng và khối lượng của mỗi vật. Mô hình đã được chứng minh rằng nó có tính định lượng tương đối mạnh thông qua các phân tích kinh tế lượng. Các dạng mở rộng của mô hình này xem xét đến nhiều yếu tố khác như mức thu nhập, quan hệ ngoại giao giữa hai nước, và chính sách thương mại của mỗi nước.

## Quy tắc điều chỉnh thương mại quốc tế
Trước đây, thương mại quốc tế thường được điều chỉnh bằng các hiệp định thương mại song phương giữa hai nước. Trước thế kỷ XIX, khi chủ nghĩa trọng thương còn chiếm ưu thế, đa số các nước áp đặt những mức thuế cao cùng nhiều hạn chế thương mại khác đối với hàng nhập khẩu. Kể từ thế kỷ XIX, tư tưởng về thương mại tự do dần dần nổi lên giữ vai trò chủ đạo ở các nước phương Tây, đặc biệt là ở Anh. Trong những năm kể từ sau Chiến tranh Thế giới lần thứ hai, các hiệp định thương mại đa phương như GATT và WTO đã cố gắng xây dựng một cơ chế thương mại quốc tế có sự thống nhất điều chỉnh trên phạm vi toàn cầu.
Hướng tới thương mại tự do, các hiệp định thương mại không chỉ đàm phán việc giảm thuế mà còn đàm phán cả các biện pháp phi thuế như hạn chế số lượng nhập khẩu, cấp phép nhập khẩu, vệ sinh kiểm dịch, đầu tư nước ngoài, mua sắm chính phủ và tạo thuận lợi cho thương mại bằng cách đơn giản hóa các thủ tục hải quan.
Trong quá khứ, thương mại tự do thường tập trung vào các mặt hàng nông sản, trong khi các mặt hàng chế tạo thường mong muốn được bảo hộ. Tình hình trong hiện tại lại ngược lại, đặc biệt là ở các nước phát triển. Ở Hoa Kỳ, châu Âu và Nhật Bản, những cuộc vận động hành lang đối với các lĩnh vực nông nghiệp là nguyên nhân chính khiến cho trong đa số các hiệp định thương mại quốc tế, lĩnh vực nông nghiệp có nhiều quy định mang tính chất bảo hộ hơn là những lĩnh vực hàng hóa và dịch vụ khác.
Thương mại quốc tế thường được điều chỉnh bởi các quy tắc có tính toàn cầu thông qua các hiệp định của Tổ chức Thương mại Thế giới, mặc dù cũng có một số thoả thuận thương mại khu vực như AFTA giữa các nước ASEAN; MERCOSUR giữa một số nước ở Nam Mỹ; NAFTA giữa Hoa Kỳ, Canada và México; Liên minh châu Âu giữa 25 quốc gia ở châu Âu. Có thể kể thêm một số thỏa thuận thương mại quốc tế thất bại như Khu vực Mậu dịch Tự do châu Mỹ (FTAA) hay Hiệp định Đa phương về Đầu tư (MAI).

## Chức năng của hoạt động ngoại thương
Là một khâu của quá trình tái sản xuất xã hội, ngoại thương có các chức năng sau:
-	Tạo vốn cho quá trình mở rộng vốn đầu tư trong nước
-	Chuyển hóa giá trị sử dụng làm thay đổi cơ cấu vật chất của tổng sản phẩm xã hội và thu nhập quốc dân được sản xuất trong nước và thích ứng chúng với nhu cầu của tiêu dùng và tích lũy
-	Góp phần nâng cao hiệu quả của nền kinh tế bằng việc tạo môi trường thuận lợi cho sản xuất, kinh doanh
Là một lĩnh vực kinh tế đảm nhận khâu lưu thông hàng hóa giữa trong nước với nước ngoài, chức năng cơ bản của ngoại thương là: Tổ chức chủ yếu quá trình lưu thông hàng hóa với bên ngoài, thông qua mua bán để nối liền một cách hữu cơ theo kế hoạch giữa thị trường trong nước với thị trường nước ngoài, thỏa mãn nhu cầu của sản xuất và của nhân dân về hàng hóa theo số lượng, chất lượng, mặt hàng, địa điểm và thời gian phù hợp với chi phí ít nhất.

## Nhiệm vụ của ngoại thương
-	Nâng cao hiệu quả kinh doanh, thúc đẩy quá trình công nghiệp hóa đất nước
Đây là nhiêm vụ quan trọng và bao quát của ngoại thương. Thông qua hoạt động xuất, nhập khẩu góp phần vào việc nâng cao hiệu quả kinh doanh, thúc đẩy quá trình công nghiệp hóa
-	Góp phần giải quyết những vấn đề kinh tế - xã hội quan trọng của đất nước: Vốn, việc làm, công nghệ, sử dụng tài nguyên có hiệu quả
-	Đảm bảo sự thống nhất giữa kinh tế và chính trị trong hoạt động ngoại thương
-       Tổ chức quá trình lưu thông hàng hóa giữa trong nước với nước ngoài

## Các rào cản của hoạt động ngoại thương
Hiện nay, các nước đang sử dụng rất nhiều công cụ làm rào cản hoạt động ngoại thương, nhưng tựu trung lại có hai nhóm công cụ chính là: Thuế quan và phi thuế quan

### Hàng rào Thuế quan
Đây là một loại thuế đánh vào hàng mậu dịch, phi mậu dịch khi hàng hóa đi qua khu vực hải quan của một nước
Hiện nay, khi hội nhập kinh tế quốc tế ngày càng sâu rộng thì các quốc gia tìm cách giảm dần và tiến tới xóa bỏ hàng rào thuế quan

### Hàng rào phi thuế quan
Hàng rào phi thuế quan là những biện pháp phi thuế quan mang tính cản trở đối với thương mại mà không dựa trên cơ sở pháp lý, khoa học hoặc bình đẳng
Hàng rào phi thuế quan thường được áp dụng đối với hàng nhập khẩu
Hình thức của hàng rào phi thuế quan rất phong phú, gồm: Các biện pháp hạn chế định lượng, các biện pháp tương đương thuế quan, các rào cản kỹ thuật, các biện pháp liên quan đến đầu tư nước ngoài, các biện pháp quản lý hành chính, các biện pháp bảo vệ thương mại tạm thời
Ngày nay, ngoại thương thế giới có những đặc điểm mới: tốc độ tăng trưởng của ngoại thương thế giới tăng nhanh so với tốc độ tăng trưởng của tổng sản phẩm quốc dân. Tốc độ tăng trưởng của hàng hóa vô hình tăng nhanh so với tốc độ tăng trưởng hàng hóa hữu hình. Nhu cầu về đời sống vật chất giảm trong khi đó, nhu cầu văn hóa tinh thần ngày càng tăng. Tỷ trọng xuất khẩu hàng nguyên liệu thô giảm, trong khi đó dầu mỏ, khí đốt và các sản phẩm công nghệ chế biến tăng nhanh. Phạm vi, phương thức và công cụ cạnh tranh của thương mại quốc tế diễn ra ngày càng phong phú và đa dạng: chất lượng, giá cả, điều kiện giao hàng, bao bì, mẫu mã, thời hạn thanh toán, các dịch vụ sau bán hàng. Chu kỳ sống của sản phẩm ngày càng rút ngắn lại, hàng hóa có hàm lượng khoa học và công nghệ tăng cao. Quá trình thương mại quốc tế đòi hỏi, một mặt phải tự do hóa thương mại, mặt khác phải thực hiện bảo hộ mậu dịch một cách hợp lý.
Ngoại thương Việt Nam cũng ngày càng phát triển và đóng vai trò quan trọng trong việc thúc đẩy sự tăng trưởng của nền kinh tế, cải thiện cán cân thanh toán, tạo công ăn việc làm và giúp nền kinh tế Việt Nam từng bước hội nhập với các nền kinh tế các nước trong khu vực và trên thế giới.

## Rủi ro trong thương mại quốc tế
Rủi ro trong thương mại quốc tế có thể được chia thành hai nhóm chính:

#### Rủi ro kinh tế
- Rủi ro liên quan đến việc không có khả năng thanh toán của người mua
- Rủi ro liên quan đến việc nợ quá hạn - người mua không thể thanh toán tiền hàng 6 tháng kể từ ngày tới hạn.
- Rủi ro không chấp nhận hàng.
- Rủi ro từ bỏ chủ quyền kinh tế

#### Rủi ro chính trị
- Rủi ro liên quan đến việc hủy bỏ hoặc không gia hạn giấy phép xuất khẩu, nhập khẩu.
- Rủi ro chiến tranh.
- Rủi ro liên quan đến tài sản của người nhập khẩu bị quốc hữu hóa hoặc sung công.
- Rủi ro liên quan đến việc áp đặt lệnh cấm nhập khẩu sau khi hàng đang trên đường vận chuyển.
- Rủi ro thanh toán - liên quan đến việc nước nhập khẩu áp đặt chính sách kiểm soát ngoại hối do thiếu ngoại tệ.
- Rủi ro từ bỏ chủ quyền chính trị.

### Số liệu
- Cơ sở dữ liệu Sản xuất và Thương mại của Ngân hàng Thế giới
- Các nguồn số liệu thương mại, bao gồm cả số liệu cho mô hình lực hấp dẫn Lưu trữ ngày 23 tháng 8 năm 2010 tại Wayback Machine